# 51.ª Feira do Livro de Porto Alegre
A 51ª edição da Feira do Livro de Porto Alegre foi realizada entre os dias 31 de outubro e 15 de novembro de 2005.
A Feira do Livro de Porto Alegre contou com 149 expositores divididos em áreas infantil e juvenil, geral e internacional. A área infantil e juvenil ocupou os armazéns A e B, o pórtico central e os espaços entre estes, no cais do porto; a área internacional ocupou a totalidade da Avenida Sepúlveda; e a área geral ocupou a Praça da Alfândega. Além do uso da Praça da Alfândega, do porto e da Avenida Sepúlveda, também foram utilizados nesta edição o Memorial do Rio Grande do Sul, a Casa de Cultura Mário Quintana, o Santander Cultural, o Centro Cultural CEEE Érico Verissimo, o Clube do Comércio e a Assembléia Legislativa do Rio Grande do Sul.

## Patrono
O patrono da 51ª Edição da Feira do Livro foi o frei Rovílio Costa, autor de inúmeros livros sobre a imigração italiana no Rio Grande do Sul. Frei Costa concorreu com Fabrício Carpinejar, Alcy Cheuiche, Luís Augusto Fischer, Charles Kiefer, Martha Medeiros, Cíntia Moscovich, Juremir Machado da Silva e Carlos Urbim ao posto de patrono.

## País homenageado
O país homenageado foi a Itália, já que se completam, em 2005, 130 anos de imigração italiana no Rio Grande do Sul. Os destaques foram Ermano Cavazzoni, Giuseppe Cocco e Antônio Negri.

## Estado homenageado
O estado convidado foi o Ceará, graças aos 140 anos da primeira edição da obra Iracema de José de Alencar. O Gaúcho do mesmo autor teve edição especial lançada durante a Feira.

## Estatísticas da 51ª Feira do Livro
A organização da Feira do Livro realizou diariamente uma pesquisa sobre as vendas de cada uma das bancas vendendo livros na Feira. No geral, houve um aumento de 7,35% nas vendas de 2004 para 2005, mas este aumento foi causado exclusivamente pelo aumento de vendas de livros infantis, que teve um aumento de 83,49% de um ano para outro. A maior queda foi na Área Internacional com 6,98% e na Área Geral com uma queda de 5,25% nas vendas.

### Dados Completos
|             | Área Geral | Área Infantil e Juvenil | Área Internacional | Total   |
| 2005        | 387 833    | 129 350                 | 13 795             | 530 978 |
| Porcentagem | 73,04%     | 24,36%                  | 2,60%              |         |
| 2004        | 409.314    | 70.495                  | 14 830             | 494.639 |
| Porcentagem | 82,75%     | 14,25%                  | 3,00%              |         |
| Diferença   | (21.481)   | 58.855                  | (1.035)            | 36.339  |
|             |            |                         |                    |         |

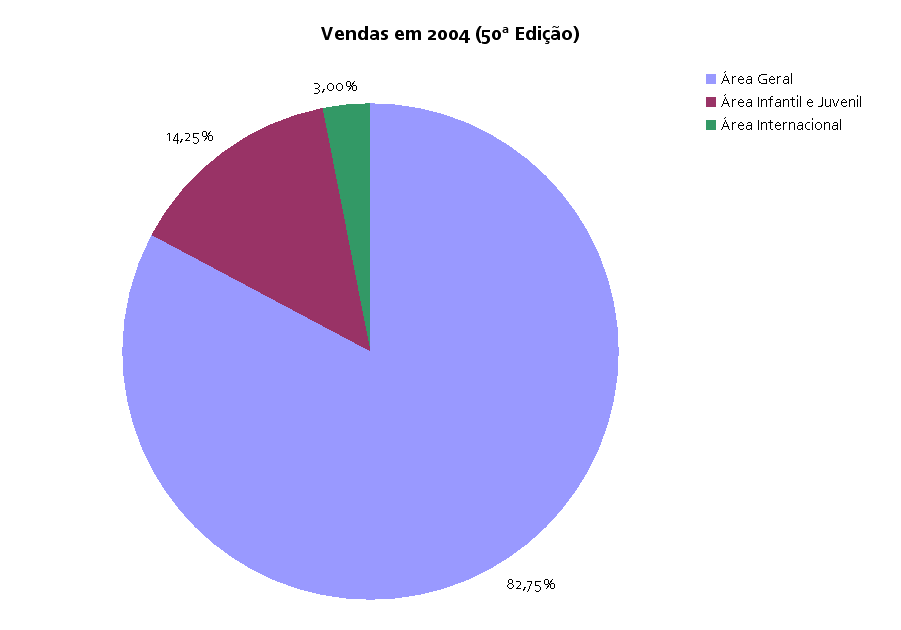
Vendas da 50ª edição (2004).
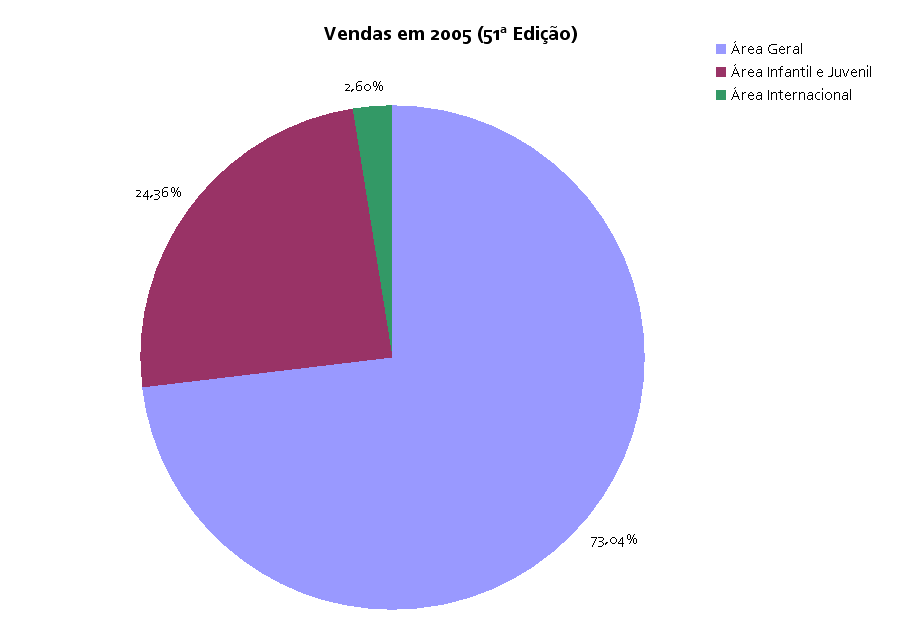
Vendas da 51ª edição (2005).